# Тирант-Понтежак
Тира́нт-Понтежа́к (фр. Tirent-Pontéjac) — коммуна во Франции, находится в регионе Юг — Пиренеи. Департамент — Жер. Входит в состав кантона Сарамон. Округ коммуны — Ош.
Код INSEE коммуны — 32447.

## География
Коммуна расположена приблизительно в 610 км к югу от Парижа, в 55 км западнее Тулузы, в 20 км к юго-востоку от Оша.
По территории коммуны протекает река Жимон.

## Климат
Климат умеренно-океанический. Лето жаркое и немного дождливое, температура часто превышает 35 °С. Зимой часто бывает отрицательная температура и ночные заморозки. Годовое количество осадков — 700—900 мм.

## Население
Население коммуны на 2010 год составляло 86 человек.
| 1962 | 1968 | 1975 | 1982 | 1990 | 1999 | 2010 |
| ---- | ---- | ---- | ---- | ---- | ---- | ---- |
| 119  | 108  | 104  | 105  | 84   | 70   | 86   |

## Администрация
| Период | Период | Фамилия      | Партия | Примечания |
| ------ | ------ | ------------ | ------ | ---------- |
| 2001   | 2014   | Марк Деган   |        |            |
| 2014   | 2020   | Фабрис Пурсе |        |            |

## Экономика
В 2010 году среди 55 человек трудоспособного возраста (15-64 лет) 40 были экономически активными, 15 — неактивными (показатель активности — 72,7 %, в 1999 году было 75,0 %). Из 40 активных жителей работали 37 человек (20 мужчин и 17 женщин), безработных было 3 (2 мужчин и 1 женщина). Среди 15 неактивных 1 человек был учеником или студентом, 10 — пенсионерами, 4 были неактивными по другим причинам.